# Сидоренко Віктор Клавдійович
Віктор Клавдійович Сидоренко (нар. 21 серпня 1972, Калинівка, Вінницька область) — радянський та український футболіст, виступав на позиції півзахисника. Має також польське громадянство.

## Клубна кар'єра
Народився в місті Калинівка, Вінницька область. Вихованець місцевої ДЮСШ, перший тренер — С.Рябцун. Потім перейшов ло львівського спортінтернату, на юнацькому рівні виступав також за львівське «Динамо». Професіональну кар'єру розпочав у 1990 році в складі львівських «Карпат», які виступали в другій лізі СРСР. Того ж року виступав за «Карпати» (Кам'янка-Бузька) в чемпіонаті УРСР серед КФК. Після розпаду СРСР виїхав до Сполучених Штатів Америки, де виступав в аматорському клубі «Філадельфія Тризуб», заснованому українськими емігрантами. Після цього знову виступав за «Карпати» (Кам'янка-Бузька) та «Карпати» (Львів). У 1992 році разом з «зелено-білими» виступав у першому розіграші незалежного чемпіонату України. У 1992—1993 роках був гравцем стрийської «Скали».
У середині 1993 року перейшов до краківського «Гутника». У команді провів півтора сезони в Першій лізі, після чого був відданий в оренду в «Сталь» (Ряшів), ставши першим легіонером в історії клубу. По завершенні терміну дії орендної угоди перейшов до краківської «Вісли». Процес його переходу мав сумнівний характер, через що ним зацікавилася УЄФА. Зрештою Віктор перейшов до «Вісли», яка за підсумками сезону 1995/96 років під керівництвом Генрика Апостела здобула путівку до Першої ліги. Сидоренко був ключовим гравцем тієї команди, зігравши в 31-у з 34-х матчів національного чемпіонату. Також став першим легіонером у складі «Вісли», який відзначився голом за команду в Другій лізі.
Після двох сезонів, проведених в Екстраклясі, Віктор перейшов до краківського «Вавеля», звідки переїхав до КСЗО (Островець-Свентокшиський), коли Генрик Апостел очолив цю команду. По завершенні сезону 1998/99 років, після невдалої спроби вийти до Першої ліги, Сидоренко на два сезони повернувся до львівського «Динамо», після чого протягом року виступав у клубі п'ятого дивізіону чемпіонату Німеччини СВ Варен 09. 
У сезоні 2002/03 років Сидоренко знову виступав у краківському «Гутнику». У 2003—2007 роках виступав за краківську «Броновянку», з якою балансував між 5-ю та 6-ю лігами чемпіонату Польщі. У цій команді поєднував функції гравця та тренера, а також тренував резервну команду. Через фінансові проблеми в 2007 році залишив команду та вирішив завершити кар'єру гравця.

## Кар'єра в збірній
Віктор Сидоренко виступав за молодіжні збірні СРСР та України.

## Особисте життя
Одружений з Вандою Литинською-Сидоренко, колишньою гравчинею збірної Польщі з настільного тенісу та 6-кратною чемпіонкою Польщі в складі клубу КТС Тарнобжег. У 2003—2007 роках кар'єра Ванди та Віктора була пов'язана з клубом «Броновянка» (Краків).